# Staatliches zentrales Museum für zeitgenössische Geschichte Russlands

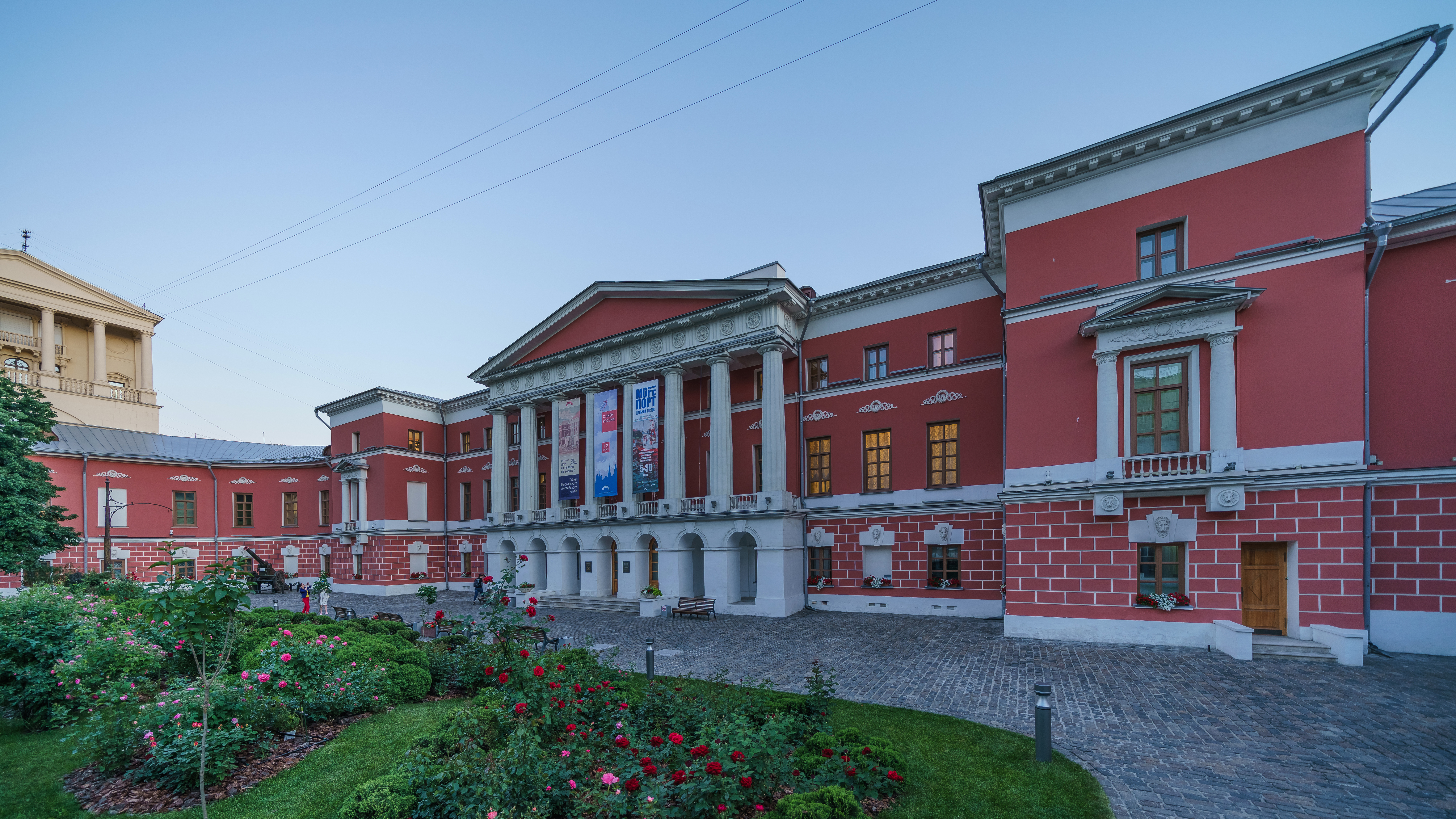
Staatliches zentrales Museum für zeitgenössische Geschichte Russlands
(das ehemalige Revolutionsmuseum der UdSSR)

Das Staatliche zentrale Museum für zeitgenössische Geschichte Russlands (Gossudarstwenny zentralny musei sowremennoi istorii Rossii, wiss. Transliteration Gosudarstvennyj central'nyj muzej sovremennoj istorii Rossii) ist ein Museum in Moskau, Russland. Es gilt als eines der größten Museen für moderne Geschichte der Welt. 

## Geschichte
Es wurde 1917 am heutigen Standort als Revolutionsmuseum der UdSSR (Музей революции Союза ССР) eingerichtet. Sergei Iwanowitsch Mizkewitsch war der erste Direktor. Zu seinen Nachfolgern gehörte ab 1936 Jakub Ganezki, der 1937 im Rahmen der Stalinschen Säuberungen hingerichtet wurde. 1998 wurde das Museum in Staatliches zentrales Museum für zeitgenössische Geschichte Russlands umbenannt. Es hat die Adresse: Twerskaja-Straße 21.
In St. Petersburg gibt es zwei Außenstellen.

## Gebäude
Das Museumsgebäude ist ein klassizistisches Gebäude aus dem späten 18. Jahrhundert. Zwischen 1831 und 1917 wurde das Gebäude vom Englischen Club Moskau genutzt.